# Иодаты

Анион иодатаIO_{3}^{−}

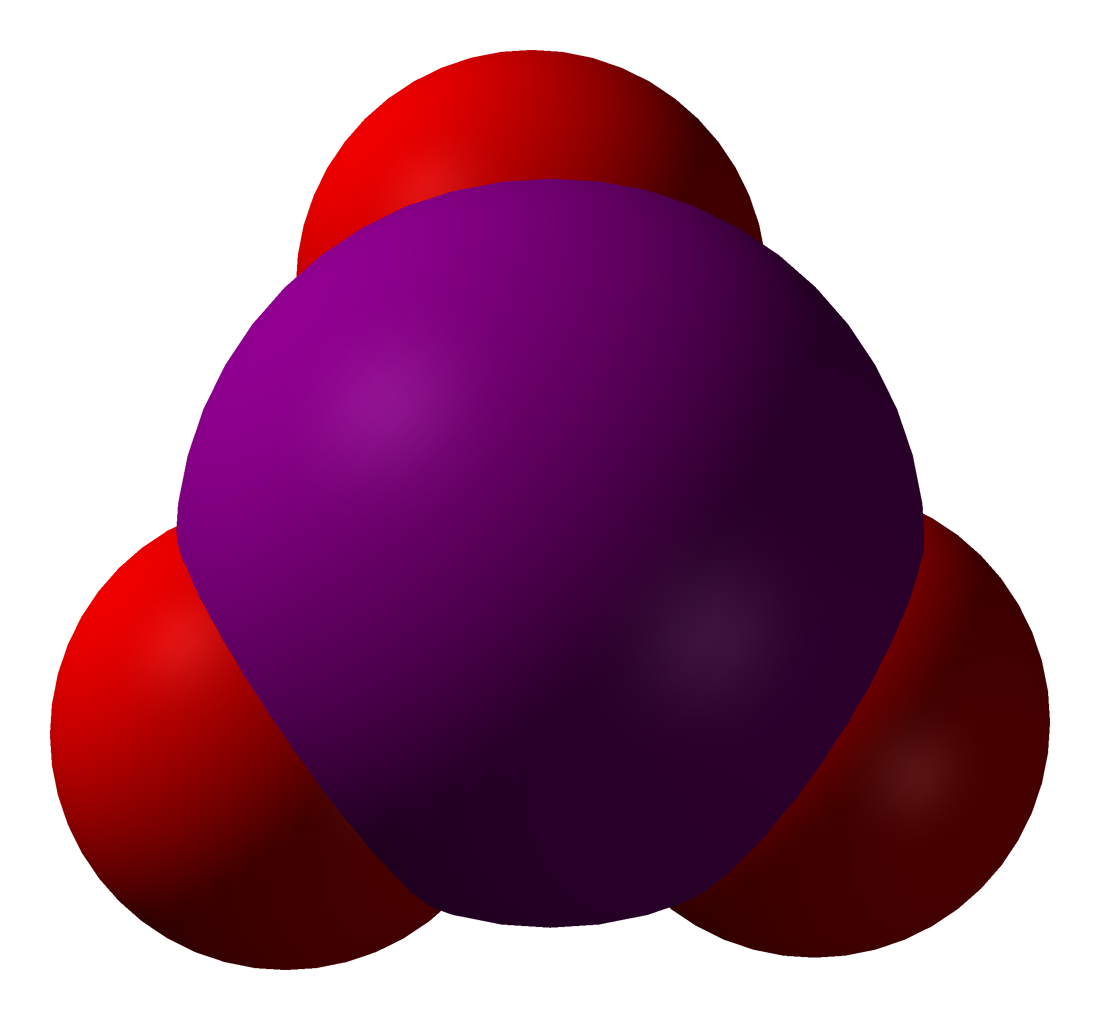
Модель аниона иодата

Иода́ты — соли иодноватой кислоты HIO3, устойчивы, сильные окислители.

## Физические и химические свойства
В анионе иодата {\displaystyle {\ce {IO_3^-}}} атом иода связан с тремя атомами кислорода. Пространственная структура аниона — треугольная пирамида.
Иодаты могут быть получены реакцией периодатов с тиоэфиром. Побочный продукт реакции — сульфоксиды.
Иодаты имеют сильные окислительные свойства, термически устойчивы, разлагаясь только при температуре выше 400 °С. При взаимодействии иодатов с иодидами в присутствии кислоты выделяется элементарный иод:
{\displaystyle {\ce {NaIO_3 + 5NaI + 3H_2SO_4 = 3I_2 + 3Na_2SO_4 + 3H_2O}}}
Иодат калия, как и иодид калия, в некоторых странах используются для профилактики накопления в организме радиоактивных изотопов иода, а также для йодирования соли.

## Нахождение в природе
Минералы, содержащие существенное количество анионов иодатов, крайне редки. Практически единственное месторождение иодатов находится в Чили. Месторождение является в основном источником нитратов (чилийская селитра), однако в нём присутствуют также минералы, содержащие иодаты и хроматы. Наиболее ценными источниками иодатов являются лаутарит, содержащий иодат кальция, и брюггенит, содержащий моногидрат иодата кальция. Известны также минералы, содержащие иодат меди, например салезиты. В минералах иод всегда пятивалентен, то есть присутствует в виде аниона {\displaystyle {\ce {IO_3^-}}}.